# Kurhany Uljapskie
Kurhany Uljapskie – cmentarzysko kurhanowe, położone w środkowym biegu rzeki Kubań, w obrębie i w okolicach osiedla Uljap przy ujściu rzeki Ul do rzeki Łaby, w rejonie majkopskim Republiki Adygei. Nekropola datowana jest na VI-IV wiek p.n.e. i zawiera pochówki arystokracji scytyjskiej lub meockiej, chociaż najstarsze odnalezione pochówki są datowane na III tysiąclecie p.n.e. i wiązane są z Kimmerami.
Na kompleks cmentarny składają się:
- grupa ulska – kurhan nr 1 na zachodnim skraju osiedla Uljap oraz zespół 10 kurhanów na terenie zagród mieszkańców Uljapa, badane przez rosyjskiego archeologa Wesołowskiego pod koniec XIX wieku,
- około 30 kurhanów w grupie uljapskiej, badane przez archeologów z ekspedycji Leskowa w początkach lat osiemdziesiątych XX wieku.

Dla całego kompleksu przyjęło się jednak używać określenia „Uljapskie”. W latach dziewięćdziesiątych XX wieku wysokość kurhanów wynosiła do 15 m.
W największym kurhanie nr 1, kryjącym prawdopodobnie pochówek królewski, podczas wykopalisk natrafiono na szkielety 360 koni dookoła komory centralnej. Grób był bogato wyposażony w wyroby złotnicze w stylu zoomorficznym, z czego najbardziej znane są tzw. uljapski złoty jeleń oraz srebrny dzik.
W kurhanie nr 4 znaleziono wspaniałe rytony – srebrno-złoty z protomą pegaza oraz złoty z głową pantery.